# Central Gonja District
Der Central Gonja District ist ein Distrikt der Savannah Region im Norden Ghanas und wurde 2004 vom West Gonja District abgetrennt.

## Bevölkerung
Die namensgebenden Gonja stellen etwa 80 % der Gesamtbevölkerung. Daneben gibt es Vertreter der Völker der Dagomba, Hanga, Mamprusi und Dagaare. 70 % hängen dem Islam an, 18 % dem Christentum und 12 % der Bevölkerung verehren traditionelle Gottheiten.
1990 und 1996 wurde der Distrikt von ethnischen Konflikten erschüttert, die zur Folge hatten, das tausende den Distrikt verließen und der Grad der Verstädterung gesunken ist.

## Klima
Die Durchschnittstemperatur im Central Gonja District beträgt 35 °C, die höchsten Temperaturen um etwa 40 °C werden März/April erreicht, die niedrigsten zwischen November und Januar mit durchschnittlich 22 °C. Die relativ niedrigen Temperaturen November – Januar sind auf den Einfluss des Harmattan zurückzuführen.

## Ortschaften im Distrikt
Die Stadt Buipe ist mit gut 8000 Bewohnern die größte des Distriktes und die einzige mit mehr als 5000 Einwohnern. Orte plus Einwohnerzahl:
- Buipe (8347)
- Kusaweu (4126)
- Yapei (4044)
- Mpaha (4126)
- Kkbuso (2104)
- Sheri (1940)
- Kusawgu (1711)
- Sapkala (1622)
- Sankpala (1662)
- Fufulso (1572)
- Adape (1551)
- Tuluwe (1432)